# Meredosia
Meredosia – wieś w Stanach Zjednoczonych, w stanie Illinois, w hrabstwie Morgan.